# 몽골-캐나다 관계

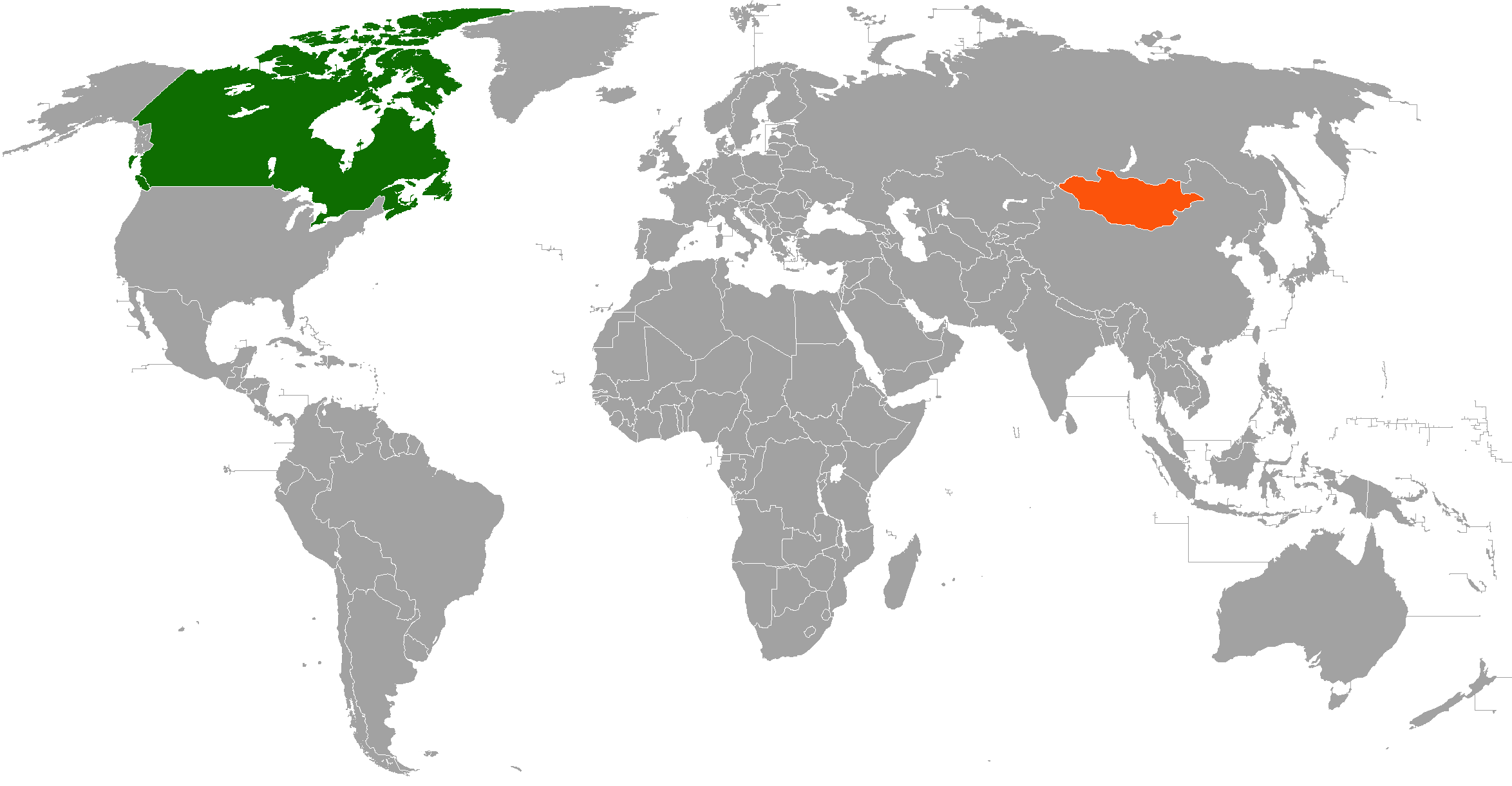

캐나다와 몽골의 관계는 캐나다와 몽골간의 외교 관계이다. 양국은 1973년 11월 30일 외교관계를 수립했다. 캐나다는 대사관을 통해 2008년부터 몽골에서 대표를 맡고 있다. 몽골에는 오타와에 대사관이 있으며, 2002년에는 토론토에 명예 영사관을 개설하였다. 캐나다와 몽골은 1973년 수교했다가 1980년 해체된 캐나다몽골협회를 중심으로 양국 간 임시적인 협력과 비인기적 활동이 이뤄졌다. 1991년 소련 붕괴 이후 몽골이 민주정권을 수립하자 캐나다는 국제개발연구센터, 캐나다국제개발청, 몇몇 비정부기구를 통해 몽골을 지원하게 되었다.

## 외교

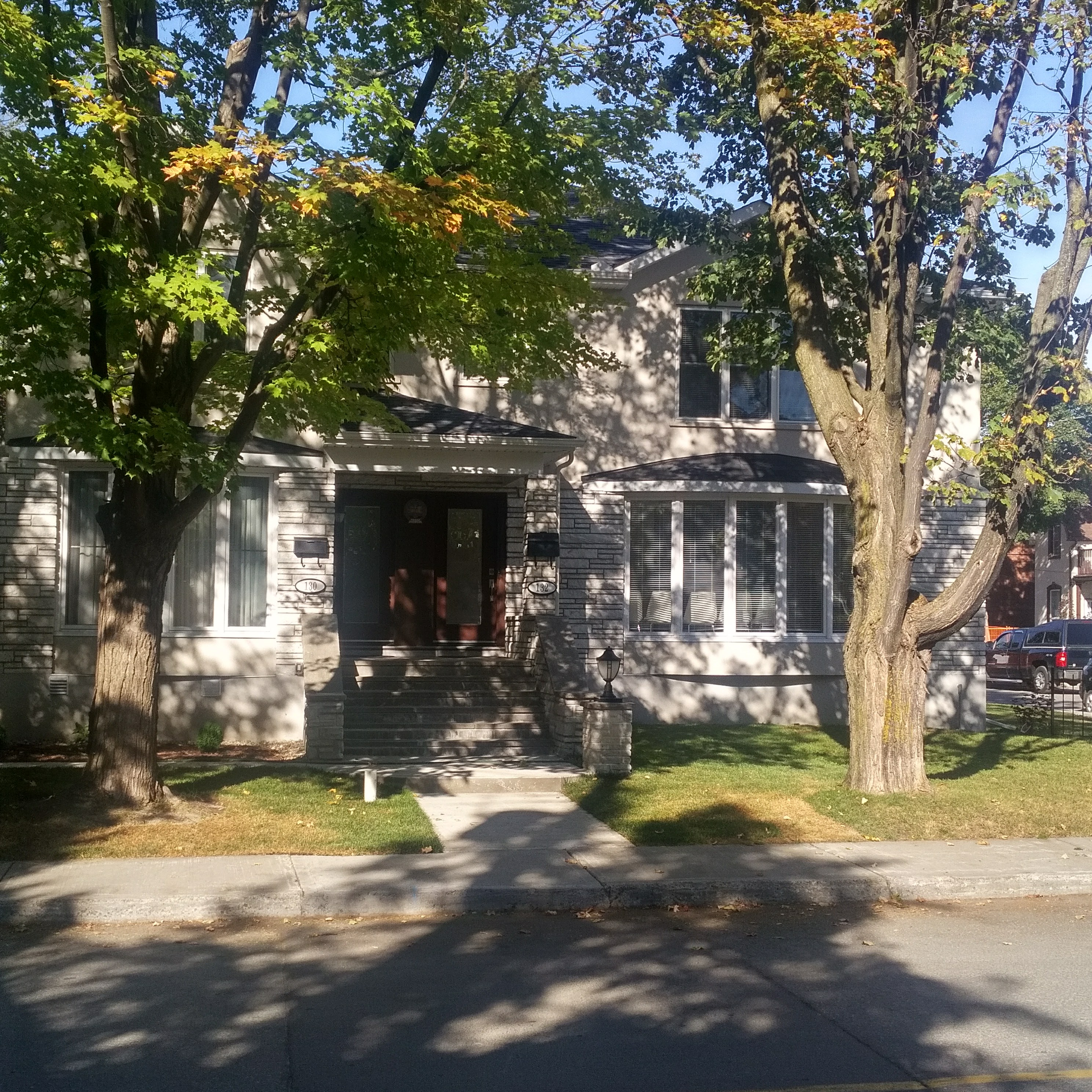
오타와에 있는 몽골 대사관

외교 관계 수립을 시작으로 다음과 같은 사건이 발생했다.
- 1973년 국교 수립 2002년 토론토에 몽골 명예영사관 개설  2003년 앨버타주 캘거리에 몽골 명예영사관 개설  2008년 캐나다 최초의 몽골 주재 대사 안나 비오리크는 몽골 대통령에게 그의 신임장을 제출했다.

## 주 방문
- 1994년 - 쩨렌피린 곰보사린 몽골 외무장관이 캐나다 방문. 2004년 - 바가반디 몽골 대통령이 2004년 7일간의 일정으로 캐나다를 공식 방문. 정상들은 폴 마틴 총리와 회담한 뒤 캐나다-몽골 원탁회의를 정기적으로 개최해 양국 관계 등 관심분야를 논의해야 한다고 밝혔다.  2010년~9월 몽골 바트볼드 총리의 오타와, 토론토, 밴쿠버 방문

## 협정
- 2002년 몽골관광연합과 영국 생태관광기관이 협정 체결. 몽골관광연합 우담딘슈렌 회장과 영국대사 필립 로즈가 서명했다.[3]

## 무역
캐나다는 몽골에서 두 번째로 큰 투자국인 2008년 현재 약 4억 달러를 몽골에 투자한 광산 및 탐사회사는 20곳이다. Ivanhoe Mines와 Rio Tinto Group은 Oyu Tolgoi 동 금광산의 이익 배분을 둘러싸고 몽골과 의견이 대립하고 있다.
2014년 설립된 캐나다 몽골 상공회의소는 양국 기업과 사람들의 연결을 지원하고 있다. 동 회의소는 캐나다와 몽골의 모든 비즈니스와 커뮤니티에 대해 지속가능하고 경쟁력 있는 비즈니스 환경을 제창하고 있다.

## 같이 보기
- 캐나다의 대외 관계
- 몽골의 대외 관계